# Косшокы (Акмолинская область)
Косшокы (каз. Қосшоқы) — станция в Целиноградском районе Акмолинской области Казахстана. Входит в состав Арайлынского сельского округа. Код КАТО — 116655200.

## География
Станция расположена в северной части района, на расстоянии примерно 35 километров (по прямой) к северо-западу от административного центра района — села Акмол, в 12 километрах к северо-западу от административного центра сельского округа — села Арайлы.
Абсолютная высота — 335 метров над уровнем моря.
Ближайшие населённые пункты: село Тонкерис — на юго-востоке, село Караменды батыра — на юго-западе, станция Тастак — на западе.
Через станцию проходит Южносибирская железнодорожная магистраль. 

## История
Станция образована в 1943 году.
До 1989 года — являлась административным центром Косчекинского сельсовета (село Косчеку, станций Жайнак, Тастак, разъезды 93, 96).
В периоде 1991—1998 годов, в процессе упразднение Косчекинского сельсовета — была передана в состав Максимовского сельсовета. 

## Население
В 1989 году население станции составляло 413 человек (из них казахи — 63%, русские — 23%).

В 1999 году население станции составляло 472 человека (239 мужчин и 233 женщины). По данным переписи 2009 года, в населённом пункте проживал 421 человек (215 мужчин и 206 женщин).
| Численность населения | Численность населения | Численность населения |
| 1989                  | 1999                  | 2009                  |
| --------------------- | --------------------- | --------------------- |
| 413                   | ↗472                  | ↘421                  |